# 来自星星的你 (泰国电视剧)
《来自星星的你》（羅馬化：Li Khit Rak Kham Duang Dao）是一部改编自2013年同名韩国电视剧的泰国浪漫爱情剧。此剧由纳得克·钉宫、芘拉妮·巩泰领衔主演，是泰国第3电视台首部向外国电视台购买版权并翻拍的首部电视剧。此剧由泰国电视广播有限公司耗巨资制作，并于2019年9月17日每周一至周二晚8点15分起在泰国第3电视台与WeTV同步播出。此剧播出后虽然频频登上推特热搜，但是收视成绩并不理想。全16集的平均收视率仅1.86%，大结局收视率在同期播出的23部电视剧中排名第22位。

## 演员阵容

### 主要演员
- 纳得克·钉宫 饰演 Ajahn Achira / Khun Luang Kua（前世）
- 芘拉妮·巩泰 饰演 Falada
- 迈苏·君让迪功 饰演 Mork Atsawamekhin
- 甘莫内·仁希 饰演 Praoroong（Roong）
- 苏林永·阿伦瓦塔那坤 饰演 Mekha Atsawamekhin（Mek）
- 英迪帕·塔尼 饰演 Sky

### 其他演员
- 素恩素答·拉万普拉瑟（英语：Suangsuda Lawanprasert） 饰演 Phen，Phroaroong的母亲
- 纳塔莎·本普拉乔姆 饰演 Meena
- 盟帝·简安宋 饰演 Arun，律师
- 皮姆帕卡·西恩索邦 饰演 Sky的母亲
- Natthew 饰演 Athit，律师
- 卡文拉特·约萨蒙顺通 饰演
- 苏蒙蒂普·卢昂古泰 饰演 Yatfon（Fon）
- 阿南·邦纳格 饰演 President Withu
- 松希·努诺卡空希（英语：Songsit Rungnopakunsi） 饰演 Rot
- 韦恩·法尔科纳 饰演 Kampanat Atsawamekhin，Mork和Mekha的父亲。
- 帕松·辽拉翁 饰演 Sasi
- 阿努萨拉·婉通塔克 饰演 Pookie
- Taragon Suksomlert 饰演 饰演 Decha，Mek的下属
- Somyot Maturet 饰演 Eddie
- 普雷敏·塔普娇 饰演 Julie

### 客串演员
- 博里布恩·詹鲁昂（英语：Boriboon Chanrueng） 饰演 Lot
- 苏卡帕特·洛瓦查林 饰演 Suam
- 苏波吉·詹查伦 饰演 Smith
- 查伦蓬·提坎蓬提拉旺 饰演 Chong
- 芘扎塔娜·翁沙纳塔纳辛 饰演 Prapai
- 彭沙功·麦塔立卡侬 饰演 Toeiphong
- 塔纳帕奇·占塔松 饰演 童年时期的Sky
- 玛丽琳·凯特·甘能 饰演 Mae Ying Bua（前世） / 童年时期的Falada
- 容辛·翁帕尼农 饰演 童年时期的Mork
- 查妮甘·唐卡伯缇 饰演 童年时期的Praoroong
- 淳妮苷·内醉 饰演 Duangkhae
- ชัชวาล เพชรวิศิษฐ์ 饰演 Chatchawan Phetwisit警长
- 瓦查拉猜·顺通西里 饰演 大城王国时期的贵族
- 苏帕蓬·尤多坎扎纳 饰演 Waen，同学
- 苏提拉·素维杰拉 饰演 剧集演员
- 詹妮弗·罗伯斯 饰演 Sky的同学
- 查纳帕·潘弗鲁克 饰演 Sky的同学
- 威拉卡恩·普瓦皮隆赫万 饰演 Sky的同学
- 尼帕·查伦波
- 阿奇拉维·苏帕维塔
- 查里纳·孔坎哈 饰演 大学校长

## 宣传
- 2019年9月11日晚，戏剧组织者在暹罗天地附近的湄南河沿岸举办了名为“Wonderful Night with Super Star กับลิขิตรักข้ามดวงดาว”的开幕仪式，并在活动中公开剧集原声带。演员们及剧集工作人员均有出席。[2]